# Bundesgartenschau 2029

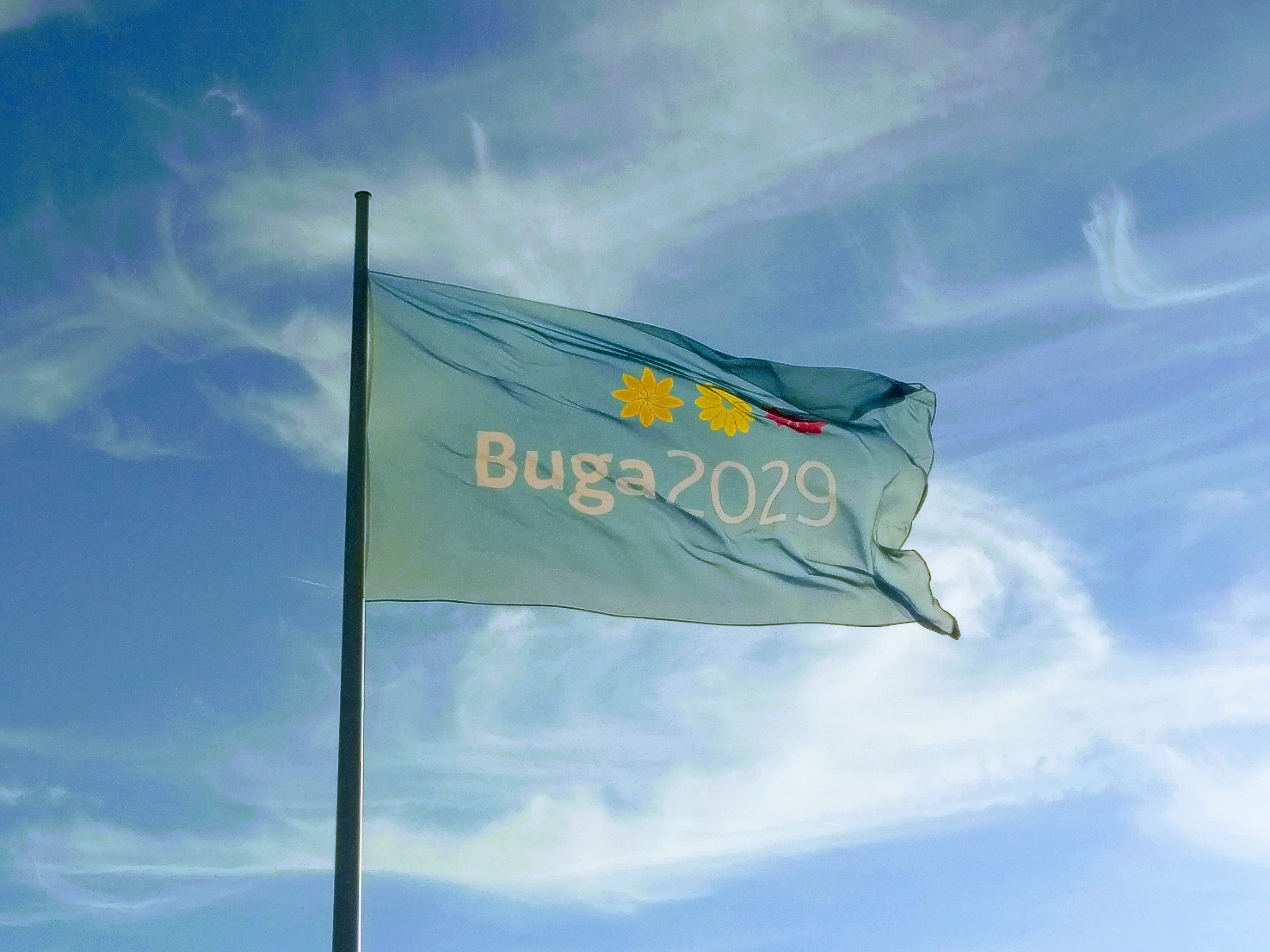
Flagge der BUGA 2029

Die Bundesgartenschau 2029 soll in der Kulturlandschaft Oberes Mittelrheintal stattfinden und stark dezentralisiert entlang einer Strecke von 67 Kilometern am Rhein zwischen Koblenz im Norden und Bingen sowie Rüdesheim im Süden veranstaltet werden.

## Bewerbung

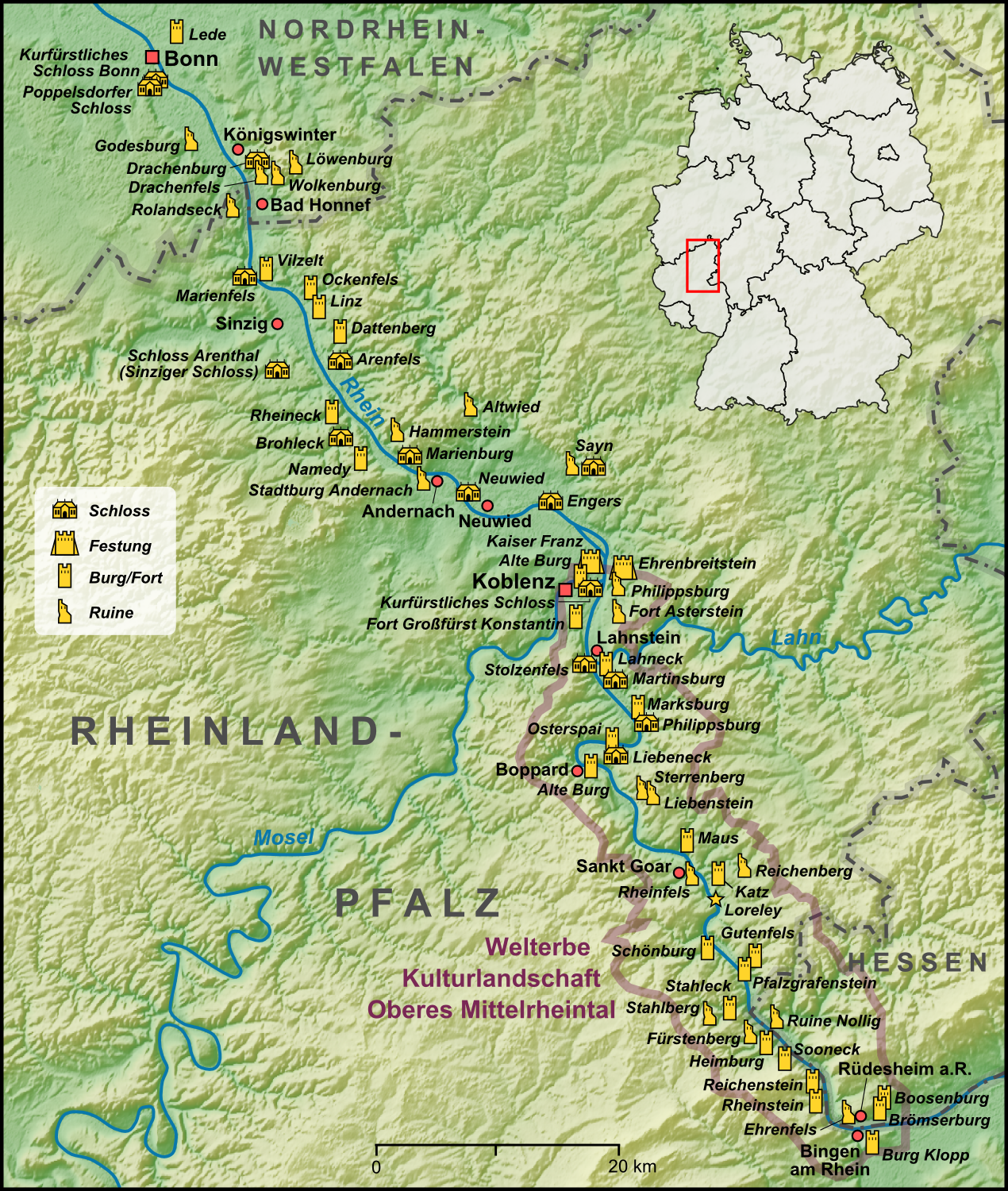
Karte vom Oberen Mittelrheintal

Die Entwicklungsagentur Rheinland-Pfalz koordinierte seit 2016 die Bewerbung um die Bundesgartenschau. Formal bewarb sich dafür der Zweckverband Welterbe Oberes Mittelrheintal – zunächst für das Jahr 2031. Die Bundesgartenschau-Gesellschaft vergab die Schau mit der Option, die Veranstaltung um zwei Jahre auf das Jahr 2029 vorzuziehen. Laut Beschluss des Zweckverbands vom 15. Oktober 2018 soll die Schau nun 2029 ausgerichtet werden.

## Konzept
Die Machbarkeitsstudie für die BUGA 2029 sieht eine Erneuerung der touristisch nutzbaren öffentlichen Infrastruktur am Oberen Mittelrhein vor. Neben grundlegender Erneuerungen und Sanierungen sollen das Loreley-Plateau und Burggärten als attraktive Touristenziele ausgebaut werden. Größere Baumaßnahmen wird es in Lahnstein geben, unter anderem mit dem Bau einer zusätzlichen Brücke über die Lahnmündung.

## Finanzierung
Vorgesehen sind laut Machbarkeitsstudie Investitionen in Höhe von 108 Millionen Euro durch Länder, Kommunen und BUGA-Gesellschaft.